# ジェフリー・ファルコン
ジェフリー・ファルコン（Jeffrey Falcon、1962年1月1日 - ）は、武術映画に出演するアメリカ人俳優。代表作は、主演を務めた『シックス・ストリング・サムライ』。

## フィルモグラフィ
- Operation Pink Squad (1988)
- レディ・スクワッド/淑女は拳銃がお好き 『霸王花』 (1988)
- Prince of the Sun (1989)
- レディ・スクワッド II（中国語版） 『神勇飛虎霸王花』 (1989)
- Burning Ambition (1989)
- Blonde Fury (1989)
- The Outlaw Brothers (1990)
- Lethal Contact (1992)
- Caged Beauties (1992)
- The Way of the Lady Boxers (1993)
- Rape in Public Sea (1993)
- Happy Partner (1993)
- Oh! Yes Sir! (1994)
- シックス・ストリング・サムライ Six-String Samurai (1998)
- Fists Of Doobage (2001)
- Last Texas Avenger (2004)